# Fairytale
Fairytale (englisch für Märchen) ist ein Folk-Pop-Song des norwegischen Musikers Alexander Rybak aus dem Jahr 2009. Er belegte mit dem Titel im selben Jahr den ersten Platz beim Eurovision Song Contest in Moskau. 

## Entstehung und Veröffentlichung
Das Lied wurde vom Interpreten selbst getextet und komponiert. Für die Produktion zeichnete Kim Edward Bergseth verantwortlich.
Die Erstveröffentlichung von Fairytale erfolgte am 12. Januar 2009 als Single bei Electrola. Diese erschien zunächst als Einzeltrack zum Download. Am 15. Mai 2009 erschien die Single auch in CD-Ausführungen, so als 2-Track-Single mit einer Karaokeversion als B-Seite (Katalognummer: 9661552) sowie als CD-Maxi-Single, die um einen Remix sowie dem Titel Song from a Secret Garden, erweitert wurde (Katalognummer: 966 1562). Es handelt sich dabei um Rybaks Debütsingle. Am 21. Mai 2009 erschien das Lied als Teil von Rybaks Debütalbum Fairytales bei Lionheart Records (Katalognummer: LHICD0092).

## Eurovision Song Contest
Fairytale wurde am 21. Februar 2009 im Zuge der norwegischen ESC-Vorentscheidung Melodi Grand Prix ausgewählt und erhielt dabei eine Rekordpunktzahl. Im Zuge des ESC 2009 qualifizierte sich Rybak mit dem Stück über das zweite Halbfinale zunächst für das Finale. Dieses konnte er dann auch mit 387 Punkten gewinnen. Sowohl die Punktzahl, als auch der Vorsprung vor dem Zweitplatzierten war ein Rekord in der Geschichte des Wettbewerbs.
| Anzahl | Punkte | Land |
| ------ | ------ | --- |
| 16×    | 12     | Dänemark, Estland, Deutschland, Ungarn, Island, Israel, Lettland, Litauen, Niederlande, Polen, Russland, Slowenien, Spanien, Schweden, Ukraine, Belarus |
| 9×     | 10     | Andorra, Belgien, Bosnien und Herzegowina, Griechenland, Montenegro, Serbien, Slowakei, Vereinigtes Königreich, Zypern                                  |
| 10×    | 8      | Armenien, Aserbaidschan, Finnland, Frankreich, Irland, Kroatien, Malta, Mazedonien, Moldau, Schweiz                                                     |
| 1×     | 7      | Albanien |
| 0×     | 6      | |
| 2×     | 5      | Portugal, Rumänien |
| 0×     | 4      | |
| 2×     | 3      | Tschechische Republik, Türkei |
| 1×     | 2      | Bulgarien |
| 0×     | 1      | |
| 0×     | 0      | |

## Kommerzieller Erfolg

### Chartplatzierungen
| ChartsChartplatzierungen     | Höchstplatzierung | Wochen |
| ---------------------------- | ----------------- | ------ |
| Deutschland (GfK)            | 4 (20 Wo.)        | 20     |
| Norwegen (IFPI)              | 1 (22 Wo.)        | 22     |
| Österreich (Ö3)              | 10 (14 Wo.)       | 14     |
| Schweiz (IFPI)               | 3 (7 Wo.)         | 7      |
| Vereinigtes Königreich (OCC) | 10 (3 Wo.)        | 3      |

| ChartsJahrescharts (2009) | Platzierung |
| ------------------------- | ----------- |
| Deutschland (GfK)         | 47          |

### Auszeichnungen für Musikverkäufe
| Land/Region                  | Auszeichnungen für Musikverkäufe (Land/Region, Auszeichnung, Verkäufe) | Verkäufe |
| ---------------------------- | ---------------------------------------------------------------------- | -------- |
| Dänemark (IFPI)              | Gold                                                                   | 45.000   |
| Deutschland (BVMI)           | Gold                                                                   | 150.000  |
| Finnland (IFPI)              | Gold                                                                   | 6.887    |
| Norwegen (IFPI)              | Gold                                                                   | 5.000    |
| Schweden (IFPI)              | Platin                                                                 | 20.000   |
| Vereinigtes Königreich (BPI) | Silber                                                                 | 200.000  |
| Insgesamt                    | 1× Silber · 4× Gold · 1× Platin ·                                      | 426.887  |

## Coverversionen
- 2017: Franziska Wiese & Alexander Rybak: Die beiden nahmen eine deutsch-englische Coverversion des Titels auf. Das Stück erschien am 20. Oktober 2017 als Single und war Teil von Wieses zweitem Studioalbum Alles weiss.[16]
- 2017: Franziska Wiese: Die deutsche Sängerin nahm eine deutsche Version von Fairytale mit dem Titel Märchen auf. Das Stück war Teil von Wieses zweitem Studioalbum Alles weiss.[17]